# Josep Roig i Raventós
Josep Roig i Raventós (Sitges, Garraf, 26 de juliol de 1883 - Barcelona, 25 d'agost de 1966) fou un metge, escriptor i poeta català del segle xx.

## Biografia
Era fill del famós paisatgista Joan Roig i Soler i germà del publicista i farmacèutic Emerencià Roig i Raventós. Feu els estudis de medicina a Barcelona i essent encara estudiant redactà revistes de caràcter professional i literari, i donà conferències d'extensió universitària en associacions i centres tècnics.
Llicenciat el 1904, entrà en qualitat de metge resident a la Casa de Maternitat de Barcelona, on especialitzà els seus coneixements de puericultura i pediatria. Es doctorà a la Universitat Central el 1905, passant després en qualitat de metge intern a la Maternitat de París, on perfeccionà els seus estudis. Fou president de la Federació Escolar Catalana, i des de 1903 repartí la seva activitat entre l'exercici de la seva professió i la redacció d'innumerables treballs científics que constituïren un veritable cos de doctrina de pediatria adaptat als més recents experiments clínics del seu temps. Moltes d'aquelles obres assoliren diverses edicions i algunes d'elles foren reproduïdes o traduïdes a revistes professionals d'Espanya, França, Alemanya i l'Amèrica del Nord. El 1921 fou nomenat acadèmic de la Reial Acadèmia de Medicina i Cirurgia de Barcelona.

## Literatura
Com a literat començà publicant algunes novel·les curtes en català a la revista La Costa de Llevant i L'Eco de Sitges, i després a Joventut, de Barcelona, en la que hi aparegueren Llamp d'alegria i El patró del bastiment, més tard col·laborà a Renaixença, La Il·lustració Catalana, Art Jove, Catalunya i d'altres publicacions.

## Premis
L'Institut d'Estudis Catalans li atorgà el premi de Ciències mèdiques el 1918 pel seu treball Estudi experimental sobre la prova del blau en obstetrícia; a l'Acadèmia i Laboratori de Medicina de Barcelona li fou premiada després la seva obra Els nens sans són l'alegria de la llar, i després d'aconseguir dues vegades la Copa Artística en els Jocs Florals de Barcelona, va assolir altres premis en els concursos de Berga, Badalona, Moià, Viladrau, Girona i Lleida. També aconseguí el premi Fastenrath i el Concepció Rabell en els Jocs Florals de Barcelona. Amb la novel·la Tecleta, novel·la tarragonina va guanyar el premi convocat amb motiu del centenari de la Rambla de Tarragona el 1954.

## Publicacions

### Obres mèdiques
- Las inyecciones intrauterinas y vaginales, post partum (Barcelona, 1909)
- Sobre un caso de secrección láctea prematura, (Barcelona, 1909)
- Contribución al estudio de los vòmitos incoercibles de las embarazadas (Barcelona, 1909)
- La expulsión del feto (Barcelona, 1910)
- El intestino en obstetricia (Barcelona, 1911)
- Un caso de gestación trigemelar, monocorial y triamnótica (Madrid, 1912)
- Un caso de pleuresia purulenta en los niños de tres meses, amb col·laboració amb el doctor Marimón (Barcelona, 1912)
- La cabeza fetal reconocida por el tacto (Barcelona, 1912)
- Profilaxi de l'eclampsia
- Un accessori al tubus de Ribemont
- Pleuresia purulenta recidivant infantil (Barcelona, 1913
- Hidramnios i ovulació prematura (Barcelona, 1913)
- Caso de meningitis cerebroespinal en un niño de tres meses (Barcelona, 1914)
- Kala-azar infantil (Barcelona, 1915)
- Casos de eclampsia curados con tratamiento medico (Madrid, 1916)
- Las rinitis en la infancia (Barcelona, 1916)
- Síndrome de compresión gonoídica
- La inapeténcia en los niños (Barcelona, 1915)
- Estudi anatomoclínich de la punció lumbar en la infància (Barcelona, 1916)
- Feu jardins voltant al Clinich
- Feu un Sanatori
- Pels pobres infants tuberculosos
- A l'encontre d'un flagell
- Pelvimetria (Barcelona, 1917)
- Un caso de monstruo doble taracópago (Madrid, 1919)
- Sífilis matrimonial (Barcelona, 1919)
- La prueba del azul en obstetricia (Madrid, 1916)
- Els nens sans i educats, són l'alegria de la llar (Madrid, 1920)
- Nocions de Puericultura (Madrid, 1922)
- Escorbuto infantil (Madrid, 1922)
- Barcelona, ciudad cardiorrenal (Madrid, 1922)

### Obres literàries
- Nocturns (presentat als Jocs Florals de Barcelona de 1917)
- La barca vella (presentat als Jocs Florals de Barcelona de 1917)
- La Congesta (presentat als Jocs Florals de Barcelona de 1917, premi de la Copa Artística)
- Gemma (Barcelona, 1919) (presentat als Jocs Florals de Barcelona de 1918, premi de la Copa Artística)
- L'abisme (Barcelona 1919) (presentat als Jocs Florals de Barcelona de 1918, premi extraordinari dels Mantenidors)
- Vaga, novel·la (Barcelona, 1919)
- Infantívoles (Barcelona, 1920)
- Argelaga florida (Barcelona, 1921)
- Ànimes atuïdes (Barcelona, 1921, Premi Concepció Rabell el 1923).[2] Publicat per Biblioteca Catalana
- L'encís de la mar (Barcelona, 1922)
- Maria Àngela (1922)
- L'Ermità Maurici (1922, Premi Fastenrath el 1924)
- Les santetes (1922)
- Flama vivent (1925)
- Montnegre: novel·la de muntanya (1925)
- Sang Nua (1929) novel·la. Barcelona: Edicions de la Nova Revista
- Esbarzer: novel·la (1930). Llibreria Catalònia - Biblioteca Literària
- Tecleta, novel·la tarragonina (1957)